# Warnfeuer
Warnfeuer ist ein Begriff aus der Seefahrt, er bezeichnet einen besonderen Typ von Leuchtfeuern.
Ein Warnfeuer markiert mit z. B. roten Sektoren gefährliche Bereiche, beispielsweise Schießgebiete der Marine. Mit grünen Sektoren wird häufig unsicheres Fahrwasser markiert. Es soll den Schiffsführer zu besonderer Sorgfalt bei der Navigation veranlassen.